# Exidmonea coerula
Exidmonea coerula är en mossdjursart som först beskrevs av Harmelin 1976.  Exidmonea coerula ingår i släktet Exidmonea och familjen Tubuliporidae. Inga underarter finns listade i Catalogue of Life.